# Zásmuky
Zásmuky település Csehországban, a Kolíni járásban. Zásmuky Ždánice, Skvrňov, Horní Kruty, Toušice, Bečváry, Barchovice, Malotice, Drahobudice, Dolní Chvatliny, Vavřinec és Církvice településekkel határos. Lakosainak száma 2116 fő (2024. január 1.).

## Népesség
A település lakosságának változását az alábbi diagram mutatja:
| Lakosok száma | 3175 | 3532 | 3108 | 2281 | 1936 | 1709 | 1923 | 1965 | 2054 | 2116 |
|               | 1869 | 1890 | 1921 | 1950 | 1980 | 2001 | 2017 | 2019 | 2022 | 2024 |